# تاشا سنت لوئیس
تاشا سنت لوئیس (انگلیسی: Tasha St. Louis؛ زادهٔ ۲۰ دسامبر ۱۹۸۳) بازیکن فوتبال اهل ترینیداد و توباگو است.
وی همچنین در تیم‌های ملی فوتبال Trinidad and Tobago women's national under-20 football team و Trinidad and Tobago women's national football team بازی کرده‌است.